# Железничка локомотива 85-005 са тендером
Железничка локомотива 85-005 са тендером се налазила као музејски експонат испред железничке станице у Чачку и представља непокретно културно добро као споменик културе. 
Југословенска државна железница (ЈДЖ) је наручила од будипештанске фабрике "MAVAG" брзовозне локомотиве за пруге уског колосека (0,76 м), намењене за вучу брзих путничких возова али су се користили и за вучу теретних.
У 1930. години из Будимпеште је испоручено 35 локомотива фабричке серије Ivc6 од броја 1501 до броја 1535, које су 1933. године пренумерисане у ЈДЖ 85-001 до 85-035. Творница локомотива, стројева и мостова у Славонском Броду је по мађарској лиценци 1940. године израдила још десет локомотива серије 85 (инвентарски бројеви од 036 до 045).
Локомотиве серије 85 имале су ложионице Сарајево, Мостар и Лајковац. До данас су сачуване две локомотиве са инвентарским бројевима 85-005 и 85-045.
Локомотива 85-005 је била у експлоатацији до 1974. године, када је постављена као трајни експонат испред железничке станице Чачак, након чега је 1980. године додата на списак непокретних културних добара Србије. Поводом ревитализације уске пруге Шарганске осмице, локомотива је отпремљена у зрењанински Шинвоз на ремонт, а на њено место је постављена локомотива 83-017, без тендера.